# Ху Сицзинь
Ху Сицзинь (кит. трад. 胡錫進, упр. 胡锡进, пиньинь Hú Xījìn; род. 7 апреля 1960, Пекин, Китай), также известный под псевдонимом Дань Жэньпин (кит. трад. 單仁平, упр. 单仁平, пиньинь Dān Rénpíng) — китайский журналист, бывший главный редактор и партийный секретарь Global Times, китайской государственной англоязычной газеты. Зарубежные СМИ называют его «политическим пропагандистом» и одним из первых последователей «дипломатии воина-волка», подразумевающей жёсткую и даже грубую реакцию на критику китайских властей.

## Биография
Ху Сицзинь родился в Пекине в бедной христианской семье, происходящей из города Жучжоу провинции Хэнань. В 1982 году он окончил Институт международных отношений при Университете обороны НОАК в Нанкине, после чего служил армейским инструктором до 1986 года.
Получив в 1989 году степень магистра по русской литературе в Пекинском университете зарубежных исследований, Ху устроился журналистом в Жэньминь жибао. В том же году он участвовал в протестах на площади Тяньаньмэнь. Вооружённое подавление протестов он позже назовёт трагедией, вызванной «наивностью студентов и неопытностью властей».
В 1996 году Ху устроился в Global Times, в 2005 стал её главным редактором. Он курировал китайскую версию издания, а затем и созданный в 2009 году англоязычный отдел.
В бытность зарубежным корреспондентом, Ху Сицзинь освещал войны в Боснии и Ираке. Засвидетельствовав распад СССР и Югославии, Ху стал ярым противником цветных революций и сторонником стабильной коммунистической власти.
В декабре 2021 года Ху Сицзинь покинул пост главного редактора Global Times. Издание The Diplomat связывало это с попытками властей отойти от «дипломатии воина-волка», которая негативно отражалась на международной репутации Китая: ранее, в мае того же года, председатель КНР Си Цзиньпин на сессии политбюро ЦК КПК призывал скорректировать модель международных коммуникаций Китая.

## Позиция
На посту редактора Global Times он стал известен за свою воинственность и непримиримость. Он получил от критиков прозвище «ловец фрисби» (叼盤) — «он подбирает всё, что бросят ему власти». Ху Сицзинь выступал за то, чтобы китайские СМИ были более инициативными в полемике с западными медиа и занимали ведущую роль в дискурсе. В ответ на обвинения в том, что Global Times является «оплотом рассерженной левой молодёжи», Ху заявил, что газета «говорит от лица простых жителей Китая».
В 2011 году он заявлял, что иностранцы плохо знают Китай, из-за чего смотрят на него лишь с точки зрения своих интересов. Ху призывал продвигать идею «сложного Китая», идею о том, что «Китай неоднозначен: это не рай и не ад», чтобы противостоять негативному имиджу Китая за рубежом.
В прошлом, по словам Ху Сицзина, «китайские СМИ делали вид, что за рубежом люди хвалят Китай — теперь же в Global Times вы можете прочитать всю критику, что льётся на него». Вслед за Global Times, практику рассказывать о реальном или кажущемся неуважении иностранцев к Китаю, чтобы взбудоражить публику, переняли и другие китайские СМИ.
По сообщениям гонконгской газеты Ming Pao в 2019 году со ссылкой на её источники, Си Цзиньпин одобрял стиль Ху Сицзина и ставил его в пример другим органам пропаганды КПК.
В мае 2020 года Ху Сицзинь в своей статье выступал за увеличение числа ядерных боеголовок в Китае.

### Конфликт с дипломатом У Цзяньминем
В марте 2016 года Ху Сицзинь и Global Times подверглись критике от У Цзяньминя, бывшего официального спикера МИД Китая и бывшего посла КНР во Франции и Нидерландах, за «чрезмерность в суждениях и узкий взгляд на мир». В ответ Ху заявил, что бывший посол У представляет «лишь малое число китайских дипломатов». Их перепалка в СМИ и соцсетях продолжалась, но в июне того же года У Цзяньминь погиб в аварии, в связи с чем Ху Сицзинь выразил соболезнования и заявил: «Хотя у нас бывали споры с послом У, я верю, что свобода взглядов и точек зрения являются одними из главных ценностей в китайском обществе».

### Протесты в Гонконге
Во время протестов в Гонконге в 2019-20 годах Ху Сицзинь призывал стрелять по демонстрантам на поражение, а также освободить полицейских от ответственности, даже если кто-то из протестующих будет убит. Ху называл гонконгских протестующих «террористами уровня „Исламского государства“» и обвинял США в подстрекании протестов. Он также предупредил, что КНР может запретить въезд в материковый Китай, Гонконг и Макао для американских конгрессменов, поддержавших «Закон о поддержке прав человека и демократии в Гонконге».

### Случай со словом «Владивосток»
В июле 2020 года посольство России в КНР опубликовало поздравление в Weibo по случаю 160-летия основания Владивостока, где оно использовало русское название города (符拉迪沃斯托克
Фуладивосытокэ) вместо распространённого в Китае старого названия Хайшэньвэй (海參崴). Также оно особо отметило, что русское название буквально переводится как «Править востоком», что вызвало острую реакцию у китайских пользователей. Позднее запись была удалена, но через два дня снова опубликована, уже без заметки о переводе названия.
Комментируя эту ситуацию, Ху Сицзинь напомнил, что часть земель нынешнего российского Дальнего Востока отошла России в 1860 году по Пекинскому трактату:

Царская Россия — это страна, захватившая больше всего китайской земли в современной истории. Сегодня в городе Хэйхэ есть Айгуньский исторический музей, где задокументированы эти страшные события и горькие сцены оккупации царской Россией шестидесяти четырёх деревень к востоку от Амура. Этот период истории навсегда запечатлён в памяти китайцев.

Я осуждаю публикацию российского посольства, это моя основная позиция. Этот период — одна из самых болезненных страниц в новой истории Китая. Я считаю, что посольство России не проявило должного уважения к китайскому обществу, и это противоречит миссии посольства по углублению российско-китайской дружбы.Оригинальный текст (кит.)沙皇俄国是近代史上侵占中国土地最多的国家。那是一段不堪回首的历史，今天在黑龙江黑河市，还有一个瑷珲历史陈列馆，里面展示着当年沙俄侵占江东六十四屯的惨烈场景，那段历史永远留在了中国人的记忆中。

老胡反对俄罗斯使馆发这个微博，这是我的基本态度。关于那段历史，是中国近代以来最痛苦的记忆之一，我认为俄罗斯使馆在中国社交媒体上这样写不是对中国公众尊重的一种表现，而这种表现与该使馆增进中俄两国民间友好的使命之一不相符合。— блог Ху Сицзиня
В то же время Ху обозначил важность «сохранения мира и территориального статус-кво» и осудил призывы вернуть эту территорию силой. Он назвал Китай и Россию важными стратегическими партнёрами и призвал не преувеличивать конфликты между Китаем и Россией, не пытаться «разбавить дружбу России и Китая подобными отдельными инцидентами».

### Вопрос Тайваня
Ху последовательно занимает непримиримую позицию по вопросу Тайваня. В 2020 году он предложил намеренно посылать китайские военные самолёты в воздушное пространство Тайваня, а в случае их сбития считать это объявлением войны. В 2021 году Ху заявил, что «народ Тайваня будет бороться до конца и не пойдёт на поводу у ДПП [правящей партии на Тайване, выступающей за его независимость и отказ от претензий на весь Китай]».
В июле 2022 года Ху Сицзинь опубликовал пост в Twitter, где пригрозил военным ответом на визит Нэнси Пелоси на Тайвань:

Если армия США отправит военную авиацию, чтобы сопроводить самолёт Пелоси на Тайвань, это будет агрессией. НОАК имеет право воспрепятствовать самолётам Пелоси и американской армии, в том числе делать предупредительные выстрелы и совершать препятствующие манёвры. Если развернуть их не получится, то допустимо их сбить.Оригинальный текст (кит.)如果美军战机护送佩洛西访台，就是侵略，解放军有权强制驱离佩洛西座机和美军战机，包括发射各种警告弹，做阻碍性飞行动作。如果驱离无效，就可以击落它们。
За этот пост его аккаунт в Twitter был заблокирован, о чём он написал в своём Weibo, назвав это актом цензуры. В комментариях к его записи некоторые китайские пользователи выразили недоумение из-за того, что Ху Сицзинь в принципе пользуется заблокированным в Китае Twitter.

### Политика нулевого COVID-19
В мае 2022 года Ху Сицзинь высказал своё недовольство политикой локдаунов в Пекине, где он проживает сам. Он заявил, что политика тотального нулевого COVID-19 приведёт к серьёзным последствиям. Спустя несколько часов, однако, статья Ху была удалена, после заявлений Си Цзиньпина о том, что политика нулевого COVID-19 не будет пересмотрена. В конце декабря 2022 года, после ослабления локдаунов в Китае, Ху Сицзинь заразился COVID-19.

## Личная жизнь
Ху Сицзинь происходит из семьи протестантов, однако он заявил, что сам не исповедует христианство. Его мать, умершую в 2019 году, похоронили по христианскому обряду.
Ху женился в 1985 году.
В октябре 2020 года гонконгская Apple Daily заявила, что сын Ху Сицзиня эмигрировал в Канаду. То же заявил Чжан Чжэньюй, бывший репортёр про-пекинского гонконгского СМИ Phoenix TV, со ссылкой на близкий круг Ху Сицзиня. Сам Ху опроверг эту информацию и заявил, что у него вообще нет сыновей, а его дочь работает в Пекине. То же издание сообщило, что зарплата Ху в Global Times составляет 570,000 юаней в год, ещё 12 миллионов юаней он получает с других платформ (включая TikTok и Toutiao). Также, по словам Apple Daily, Ху владеет домом в Пекине стоимостью 25 миллионов юаней.
В декабре 2020 года Дуань Цзинтао, один из бывших редакторов Global Times, написал жалобу в Центральную комиссию КПК по проверке дисциплины КПК, обвинив Ху Сицзиня в «неподобающем образе жизни» и сексуальных связях с двумя бывшими коллегами, каждая из которых родила ему ребёнка. Ху отверг эти обвинения и назвал их «попыткой шантажа», при этом принеся извинения «двум вовлечённым коллегам». 29 января 2021 года комиссия по проверке дисциплины заявила, что эти обвинения «не имеют под собой оснований».
В своих статьях и постах Ху Сицзинь обычно называет себя «старик Ху» (老胡).
Ху владеет севернокитайским, английским и русским языком.